# Fritz W. Schulz
Friedrich Wilhelm Schulz, Pseudonym Fritz W. Schulz, (* 2. April 1884 in Berlin; † 12. Juni 1962 in Hamburg) war ein deutscher Marinemaler und Illustrator.

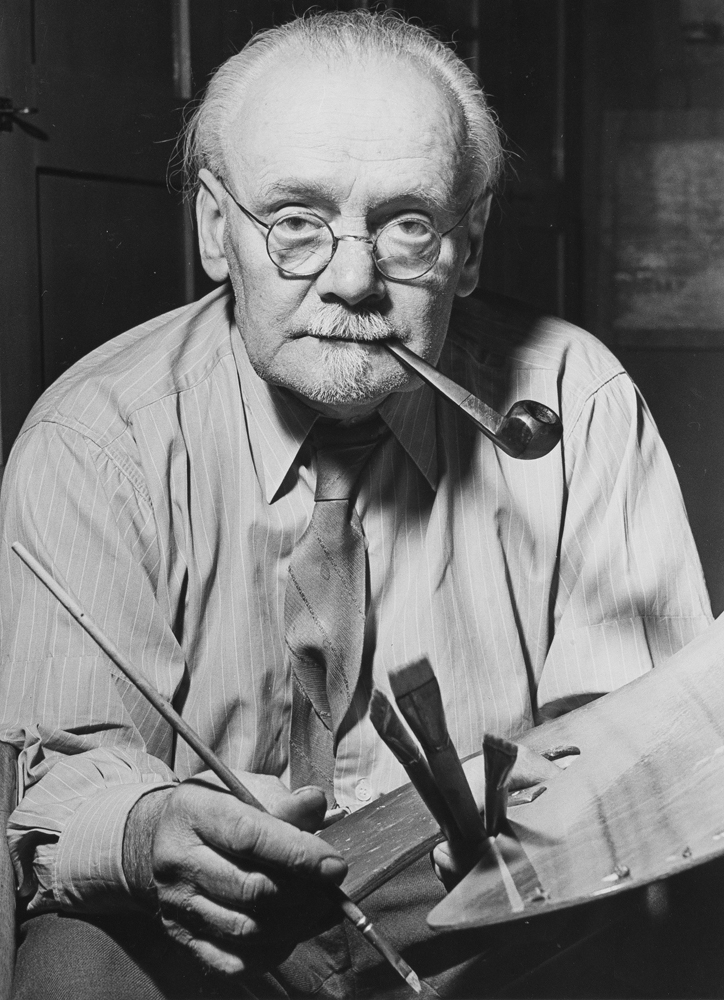
Fritz W. Schulz in seinem Atelier, 1955

## Leben
1907 wurde Friedrich Wilhelm Schulz zum Studium an der Berliner Kunstakademie in Berlin-Charlottenburg aufgenommen. Seine Lehrer waren Maximilian Schäfer, Martin Körte, Hanke, Paul Friedrich Meyerheim und Carl Saltzmann. Auch bei Théophile Steinlen in Paris ließ er sich ausbilden.
Bald begann er unter dem Künstlernamen Fritz W. Schulz zu malen und kennzeichnete seine Bilder mit dem Signum FSW.
1909 wurde er zum Leutnant der Reserve ernannt und war bei der Infanterie im Regiment 24, Neuruppin, stationiert. 1914 wurde er sofort eingezogen, bald verwundet und kam deshalb zur Fliegerei. Er verbrachte den Ersten Weltkrieg als Flugzeugführer, Werftoffizier und Hauptmann. 1914 heiratete er Martha Elise Maria Kühn (* 24. Februar 1888 in Neuruppin; † 10. Dezember 1966 in Hamburg). Aus der Ehe entstammten zwei Töchter, Ilse Agnes Piper, geb. Schulz (* 15. August 1915; † 13. September 2006 in Hamburg) und Käthe Luise Schulze-Wenck, geb. Schulz (* 16. Dezember 1916; † 30. September 2010 in Itzstedt).
Zunächst lebte Schulz in Berlin und hatte dort mehrere Ateliers, am Holsteiner Ufer, in der Wilsnackerstraße und zuletzt in der Kantstraße. In der Blütezeit seines Schaffens war der Maler kaum in Kunstausstellungen vertreten, da er sich weigerte, der NSDAP beizutreten. Im Zweiten Weltkrieg wurde die Familie ausgebombt und nach Neuruppin vertrieben, von dort aus flüchtete sie 1945 bis nach Apenrade in Dänemark. Vom 6. Juni 1945 bis zum 24. Oktober 1948 war Schulz mit Frau und Kindern im Flüchtlingslager Oksbøl in Dänemark untergebracht, wo er sich kulturell und künstlerisch einsetzte. In dieser Zeit fertigte er auch Landkarten für den Schulunterricht an und arbeitete als Lehrer.
1948 wurde die Familie in der französischen Zone aufgenommen und lebte in einer Wohnung in Aldingen. Am 7. März 1949 wurde Schulz von der Spruchkammer III, Az. 16/KW/2091 als unbelastet anerkannt. 1951 folgte der Umzug nach Stuttgart und ab 1955 lebte Schulz in Hamburg-Langenhorn.
Der Nachlass wird verwaltet von den drei Enkeln Joachim, Hellmut und Jürgen Schulze-Wenck.

## Reisen
- 1925 mit der Reichsmarine auf dem Linienschiff Elsass nach Norwegen
- 1931 nach Galveston (Texas)

## Arbeiten
- „SMS Emden“ im Museum für Meereskunde, Berlin
- „Niobe“ im Museum für Meereskunde, Berlin
- 1933: „Franz Klasen“ für die Deutsch-Amerikanische Petroleum Gesellschaft (DAPG) in Berlin
- 1933: „C.A. Mowinckel“ für die DAPG Paris
- 1933: „Andromeda“ für Direktor Herzer, DAPG Berlin
- 1933: „Andromeda“, Zeichnung für die DAPG Hamburg
- 1942: „Herren des Atlantik“, prämiert in der Ausstellung „Das Meer“, Städtische Galerie, München 1943

## Galerie

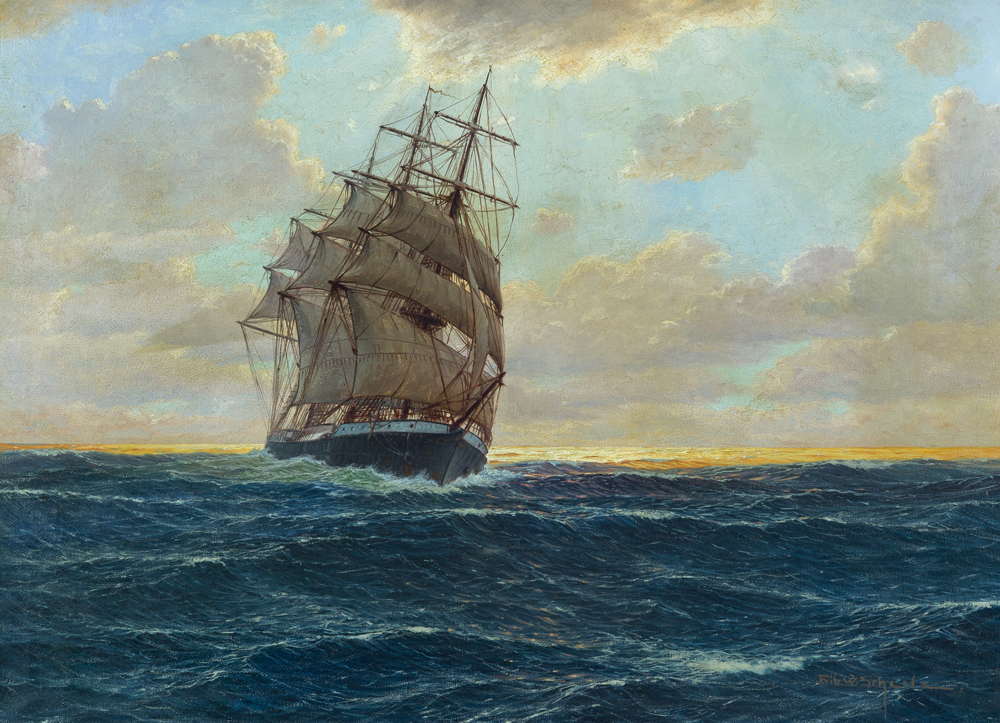
Dreimaster auf See
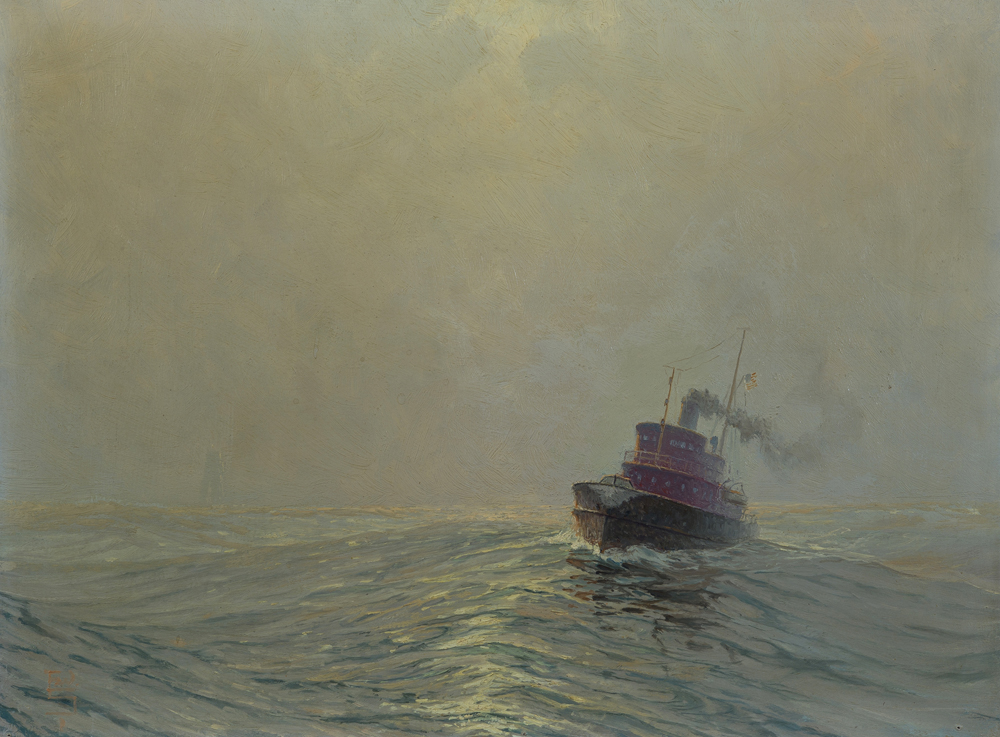
Auf der Neufundlandbank
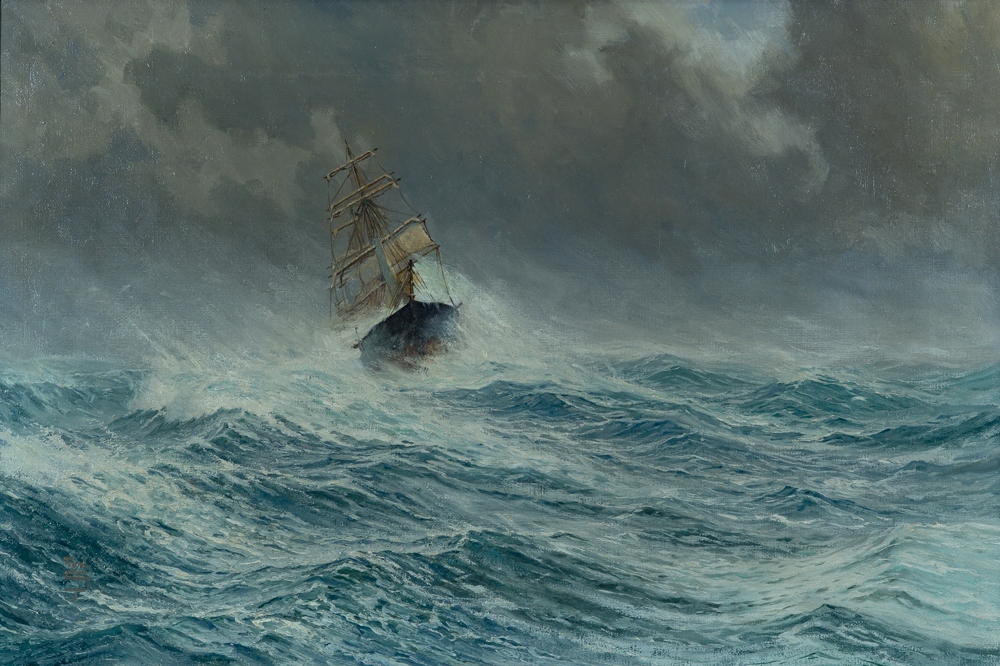
Sturmwind
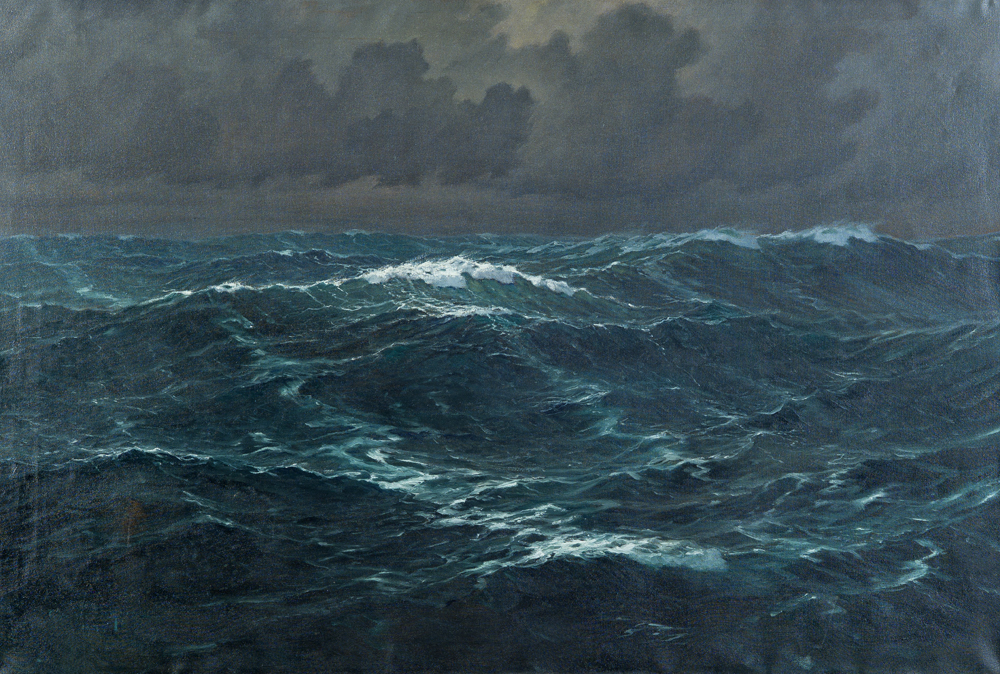
Tosende See
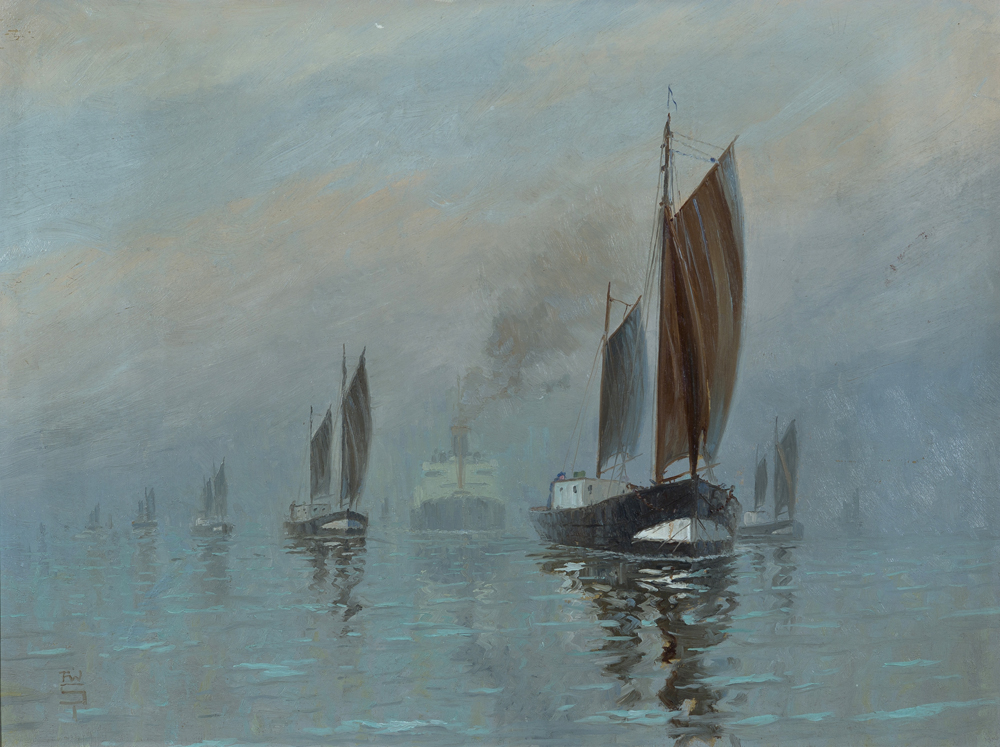
Schiffe im Nebel

| Personendaten    | Personendaten                         |
| ---------------- | ------------------------------------- |
| NAME             | Schulz, Fritz W.                      |
| ALTERNATIVNAMEN  | Schulz, Friedrich Wilhelm             |
| KURZBESCHREIBUNG | deutscher Marinemaler und Illustrator |
| GEBURTSDATUM     | 2. April 1884                         |
| GEBURTSORT       | Berlin                                |
| STERBEDATUM      | 12. Juni 1962                         |
| STERBEORT        | Hamburg                               |